# عصام عيد
عصام عيد (مواليد 8 نوفمبر) هو صحفي ومحرر لبناني كندي، ولد في بيروت، يعمل في عالم السيارات في الشرق الأوسط ومنطقة الخليج العربي، تم نشر مقاله الأول "VW Beetle، the Bug"  في سبتمبر 2005 في مجلة ArabWheels 
تراوحت مقالاته بين ArabWheels و Telecom Review  منذ 2005 حتى الآن. في عام 2006 مارس السباق مع معلمه سائق الرالي السابق عادل متني، كما كتب لفترة من الوقت في شركة تعديل السيارات اللبنانية 3arabiyi M3adali.
في عام 2008 تم انتخابه رئيسا لمجلس الطلاب في الجامعة الأمريكية للتكنولوجيا،  وفي العام نفسه استضاف عصام حملة سلامة وترفيه في الحرم الجامعي بعنوان «معرض السيارات» لتجنب حوادث السيارات في لبنان، وضمت بطل الرالي اللبناني عبده فغالي، 
في نوفمبر 2012 مثل بلده كعضو في لجنة تحكيم جوائز الشرق الأوسط للسيارات (MEMA)،  التي جرت في إمارة الشارقة في الإمارات العربية المتحدة.

## روابط خارجية
- موقع عصام عيد الرسمي
- مقابلة حصرية مع عصام عيد
- مقابلة عصام عيد مع تيمو غلوك